# Venera 15
Venera 15 (ryska: Венера-15) var en sovjetisk rymdsond i Veneraprogrammet. Rymdsonden sköts upp den 2 juni 1983, med en Proton raket. Farkosten gick in i omloppsbana runt Venus den 10 oktober 1983.
Rymdsondens huvuduppgift var att skapa en karta av planetens yta med hjälp av radar.

### Fotnoter
1. ↑  ”NASA Space Science Data Coordinated Archive” (på engelska). NASA. https://nssdc.gsfc.nasa.gov/nmc/spacecraft/display.action?id=1983-053A. Läst 26 mars 2020.